# Lucania goodei
Lucania goodei es una especie de pez de la familia de los fundúlidos en el orden de los ciprinodontiformes.

## Morfología
Los machos pueden llegar a los 6 cm de longitud total.

## Distribución geográfica
Se encuentran en Norteamérica: Estados Unidos.

## Nombres comunes
- Inglés: blue-fintop minnow, bluefin killifish.
- Alemán: Rotschwanzkärpfling.
- Finés: Sinieväkilli.
- Chino mandarín: 蓝鳍卢氏鮰, 蓝鳍朦眼鱼, 藍鰭朦眼魚, 藍鰭盧氏鮰[5]